# Babylon (série télévisée)
Pour les articles homonymes, voir Babylon.
Babylon est une série télévisée britannique créée par Danny Boyle, Robert Jones, Jesse Armstrong et Sam Bain composée d'un pilote de 90 minutes diffusé le 9 février 2014, puis six épisodes de 60 minutes diffusés du 13 novembre au 18 décembre 2014 sur Channel 4. Elle a aussi été diffusée à partir du 8 janvier 2015 sur SundanceTV aux États-Unis.
Cette série est inédite dans tous les pays francophones.

## Synopsis
La série se déroule dans la ville de Londres, elle raconte le quotidien des forces de polices de la ville et des rivalités en son sein entre les officiers de police, dirigés par Richard Miller (James Nesbitt), et le département des relations publiques avec leur nouvelle recrue Liz Garvey (Brit Marling). 

## Distribution
- James Nesbitt : Sir Richard Miller, chef de la Metropolitan Police de Londres
- Nick Blood : Warwick
- Andrew Brooke (en) : Banjo
- Bertie Carvel : Finn
- Cavan Clerkin (en) : Clarkey
- Adam Deacon (en) : Robbie
- Jill Halfpenny (en) : Davina
- Paterson Joseph : Charles Inglis
- Daniel Kaluuya : Matt Coward
- Brit Marling : Liz Garvey, directrice de la communication de la Met
- Stuart Martin : Tony

## Production
La série est produite par Channel 4, elle a été tournée durant le printemps et l'été 2014. Six épisodes de 60 minutes composent la série, en plus d'un épisode pilote de 90 minutes tourné par Dany Boyle diffusé le 9 février 2014 sur la chaîne. La diffusion de la première saison de Babylon a débuté le 13 novembre 2014.

## Épisodes
Les épisodes sont numérotés de 1 à 6 avec un pilote.

## Distinctions

### Nominations
- 2015 : Broadcasting Press Guild : Meilleur acteur pour James Nesbitt